# 沙門果経
沙門果経（しゃもんかきょう、巴: Sāmaññaphalasutta, サーマンニャパラ・スッタ）とは、パーリ仏典経蔵長部の中に収録されている第2経。漢訳経典では、大蔵経阿含部の『長阿含経』（大正蔵1）巻17の27経目「沙門果経」、および『寂志果経』（大正蔵22）がほぼこれに相当し、『増一阿含経』（大正蔵125）巻39にも、その一部に当たる異本がある。
文字通り、仏教における沙門（出家修行者）の修行の果報を釈迦が説く内容となっている。戒律（具足戒・波羅提木叉）を守ることによる果報、止行による果報、観行による果報（六神通）が、順を追って説かれ、また、冒頭部ではいわゆる六師外道の思想と仏教との思想比較も盛り込まれるなど、初期仏教のあり方を総合的に説明するとても貴重かつ代表的な経典となっている。

## 構成

### 主要登場人物
- 釈迦
- アジャータサットゥ（阿闍世）王 - マガダ国の王。父王ビンビサーラを幽閉・殺害して王位を簒奪するなど、仏教においてはデーヴァダッタ（提婆達多）と並ぶ「悪業」の象徴として知られる。

### 場面設定
釈迦が1250人の比丘と共に、マガダ国の首都ラージャガハ（王舎城）にある医者ジーヴァカのマンゴー園に滞在していた4月15日夜。
マガダ王アジャータサットゥは満月を眺めながら、自分が心安らかになるためには一体誰に（いかなる沙門（出家者）や婆羅門に）教えを請うたらいいのか嘆き、家臣に問う。家臣たちは六師外道の名を次々と挙げていくが、王の反応は芳しくない。最後にジーヴァカが釈迦が自分のマンゴー園に滞在していることを告げると、王は早速出発を命じる。500頭の牝象を率いてマンゴー園に向かった王は、マンゴー園の中にある円形の建物に入っていき、釈迦にあいさつして傍らに座る。
王は釈迦に様々な職業者の技能と果報を挙げつつ、沙門（出家者）には一体どのような果報があるのか尋ねる。
こうして二人の問答が開始され、六師外道達の考え、仏教の比丘における戒律（具足戒・波羅提木叉）、止行（四禅）、観行（六神通）の内容・果報が、段階的に説明されていき、最終的に王は感動して仏教の三宝（仏・法・僧）に帰依する在家信者となることを誓い、帰っていく。
最後に釈迦が、「これで王は自我が抜き去られ、断ち切られた。もしあの王に徳があり、正義の王で、父を殺すという悪業を成していなかったなら、この席において法眼を獲得していただろうに。」と述べ、比丘達が讃嘆するところで経は終わる。

## 内容

### 六師外道の検討
アジャータサットゥ王が、釈迦に、沙門（出家修行者）の果報を問うと、釈迦は以前その質問を、他の沙門・婆羅門にしたことがあるか問い返される。アジャータサットゥ王はあると答え、六師外道とのやり取りを説明する。
- プーラナ・カッサパは、どんなに殺人を犯しても罪は無く、その報いも無い、すなわち「行為には結果を及ぼす作用が無い」と、質問とは噛み合わない見当違いな答えを述べたという。【道徳否定論】
- マッカリ・ゴーサーラ[4]は、全ての生物には自らを変えられる能力は無く、運命と偶然性と生来の性質に左右され、苦楽を味い、一定期間の輪廻を経たら解脱すると述べたという。【運命決定論】
- アジタ・ケーサカンバリン[5]は、この世界や人間は地・水・火・風の四元素で成り立っており、死んだら灰になるだけだと断滅を述べたという。【唯物論】
- パクダ・カッチャーヤナは、（プーラナ・カッサパと同じく）見当違いの答えをしたという。
- ニガンタ・ナータプッタ[6]は、四種の禁戒による自己制御を述べたという。
- サンジャヤ・ベーラッティプッタは、あるのでもなくないのでもないと、誤魔化しを述べたという。【懐疑論】

以上を述べた上で、アジャータサットゥ王は、改めて釈迦に沙門（出家修行者）の果報を問い、釈迦は話し始める。

### 仏教修行者の果報

#### 「持戒」の果報
釈迦はまず、下僕や農夫であろうと、
- 身体・言葉・心（身口意の三業）を制御し、最小限の衣食に満足し、閑居を楽しんで日を送れる

ことを述べる。
更なる果報を問われ、波羅提木叉（具足戒）による制御により、正しい行いや托鉢の場所を保持し、わずかな罪にさえ恐怖の念を抱き、自己を鍛錬し、正しい身体・言語活動を身に付け、清浄な生活を営み、感覚器官を外界から防御し、思慮深く、自覚的であることを身に付け、満足すると述べる。そして、比丘が守る具体的な戒について述べ始める。
- 殺生を捨て、武器を捨て、控えめで、慈悲心が厚く、全ての生物の利益をはかって哀れみを寄せる。
- 与えられないものを取ることを断ち、与えられたものだけを取り、盗み心を持たない。
- 純潔でない生活を捨て、愛欲を断ち、淫らな行いを断つ。
- 嘘を断ち、真実を語り、正直であり、世間を欺かない。
- 中傷を断ち、和合を推進し、協調を生み出す。
- 粗野な言葉を捨て、穏やかで、耳に快く、慈愛に満ち、心に訴え、優雅で、多くの人を喜ばせ、魅了するような言葉を語る。
- 戯言を捨て、ありのままのこと、意味のあること、真理の教え、戒律、心に明記されるべき言葉を、語るにふさわしい時に、比喩を混ぜながら、句切りをはっきりと、意味が分かるように語る。
- 種子・草木を傷つけることを断つ。
- 不要な貯蔵・享受を断つ。
- 娯楽を断つ。
- 賭博・遊びを断つ。
- 高大な寝台を断つ。
- 装飾・化粧を断つ。
- 低俗話を断つ。
- 言い争いを断つ。
- 使い走りに携わることを断つ。
- ペテン・饒舌を断つ。
- 呪術を断つ。

以上のような戒律によって、自己制御することを述べた上で、更に、どのように「感覚器官を外界から防御し、思慮深く、自覚的であることを身に付け、満足する」のかについて解説していく。
- 眼でものを見る時、全体にも細部にも囚われない。耳、鼻、舌、身体、意思それぞれの感覚器においても同様。（＝六根清浄; Indriyasaṃvaro）
- あらゆる動作において、自覚的に行動する。（＝念と正知; Satisampajaññaṃ）
- どこであろうが、最低限の衣食だけで満足する。（＝少欲知足）

そして最後に、住についての説明も加わる。
- 森・木の根元・山岳・峡谷・岩窟・墓地・藪地・露天・藁の積み重ねなど、人里離れた所に安息の場を求め、托鉢から帰ってきて食事が終わると、正しく足を組んで結跏趺坐し、身体を真っ直ぐにして、心を集中して座る。

こうして、戒律・生活水準での果報の説明が終わり、瞑想の果報についての話に移る。

#### 「四禅」の果報
瞑想については、まず、「五蓋」の煩悩を取り除くところから話が始まる。
- 五蓋が取り除かれていることを自己の中で確認すると、歓喜、喜悦、軽安、安楽が生じ、三昧を得る。

Evameva kho brāhmaṇa bhikkhu yathā guṇaṃ yathā rogaṃ yathā bandhanāgāraṃ yathā dāsabyaṃ yathā kantāraddhānamaggaṃ evaṃ ime pañca nīvaraṇe appahīṇe attani samanupassati.

Seyyathāpi brāhmaṇa ānaṇyaṃ yathā ārogyaṃ yathā bandhanā mokkhaṃ yathā bhujissaṃ yathā khemantabhūmiṃ evameva kho brāhmaṇa bhikkhu ime pañca nīvaraṇe pahīṇe attani samanupassati.
大王よ、比丘はこれら捨断されていない五蓋を、負債、病気、牢獄、奴隷、荒野をゆく旅路のようにみなすのです。

また大王よ、比丘はこれら五蓋を捨断したことを、無借金、無病、拘束からの解放、自由人、安らぎの場所とみなすのです。 
そして、四禅の説明に入る。
- 欲界の愛欲・不正を離れ、その喜び・安楽、また観察・考究を伴った、「初禅」に入る。喜び・安楽で身体を充たす。
- 観察・考究をやめて、「二禅」に入る。内心における平穏（内等浄）、心の安定（三昧）から生じる喜び・安楽で身体を充たす。
- 喜びから離れ、「三禅」に入る。喜びから離れた安楽（離喜妙楽）で身体を充たす。
- 安楽も断ち、苦も断ち、「四禅」に入る。苦楽から離れた清浄な心で身体を充たす。

こうして次の洞察の話に移る。

#### 「観行」の果報
上記の四禅に続き、比丘が知による洞察に心を傾ける観行に入り、以下の話が続く。
- 身体の観察（身念処）。この体は形を持ち、四元素から成り、父母から生まれ、食物の集積に過ぎず、恒常でなく、衰退・消耗・分解・崩壊するのがその本質であると知る。
- 思考から成り立つ身体を生み出す。物理的身体から、四肢感覚を備えた別の身体を生み出す。
- （上記の身体を用いて）様々な超能力（神通）に心を傾ける。
  - 一から多、多から一になる。
  - 姿を表したり、隠したりする。
  - 塀や城壁や山を通り抜ける。
  - 大地に潜ったり、浮かび出たりする。
  - 水の上を歩く。
  - 空中を足を組んだまま飛び歩く。
  - 月と太陽に触る。
  - 梵天の世界に到達する。
- 神のような耳（天耳通）に心を傾ける。神々・人間・遠近問わず、どの音も聞くことができる。
- 他人の心を洞察する知（他心通）に心を傾ける。他人の心を洞察して知る。
  - 情欲に満ちた心を、情欲に満ちた心として。情欲を離れた心を、情欲を離れた心として。
  - 憎しみを抱いた心を、憎しみを抱いた心として。憎しみから離れた心を、憎しみから離れた心として。
  - 迷いのある心を、迷いのある心として。迷いを離れた心を、迷いを離れた心として。
  - 集中した心を、集中した心として。散漫な心を、散漫な心として。
  - 寛大な心を、寛大な心として。狭い心を、狭い心として。
  - 平凡な心を、平凡な心として。無上の心を、無上の心として。
  - 安定した心を、安定した心として。安定していない心を、安定していない心として。
  - 解脱した心を、解脱した心として。解脱していない心を、解脱していない心として。
- 過去の境涯を想起する知（宿住通）に心を傾ける。1、2、3、4、10、100、1000、10000の生涯を想起する。幾多の宇宙の生滅を通して想起する。
- 生命あるものの死と生に関する知（死生通）に心を傾ける。神の眼によって、因果・輪廻の様を知る。
- 煩悩の滅尽に関する知（漏尽通）に心を傾ける。
  - 「苦しみ」「苦しみの原因」「苦しみの消滅」「苦しみの消滅の道」（四諦）を知る。
  - 「解脱」を知る。
  - 「再生の遮断」を知る。
  - 「修行の完遂」を知る。

こうして釈迦が、仏教における沙門を果報を語り終わると、アジャータサットゥ王は感嘆し、在家信者になることを誓い、帰っていく。

## 日本語訳
- 『世界の名著 1 バラモン経典 原始仏典』 中央公論社
- 『南伝大蔵経・経蔵・長部経典1』（第6巻） 大蔵出版
- 『パーリ仏典 長部（ディーガニカーヤ）戒蘊篇I』 片山一良訳 大蔵出版
- 『原始仏典 長部経典1』 中村元監修 春秋社